# اندیس جنوب غرب استند
جنوب غرب استند یک اندیس فلزی است که در حوالی شهر خونیک استان خراسان قرار دارد و مادهٔ معدنی موجود در آن، مس است.سنگ میزبان این اندیس کالرملانژ است و دیرینگی آن به دوران کرتاسه می‌رسد. در این اندیس، پاراژنز‌های کالکوسیت ،بورنیت یافت می‌شوند.